# Neogutierrezia araucana
Neogutierrezia araucana är en skalbaggsart som beskrevs av Martinez 1973. Neogutierrezia araucana ingår i släktet Neogutierrezia och familjen Rutelidae. Inga underarter finns listade i Catalogue of Life.